# 安德里伊夫卡 (萨塔尼夫市镇)
49°21′17″N 26°25′25″E / 49.35472°N 26.42361°E
安德里伊夫卡（烏克蘭語：Андріївка），是烏克蘭西部赫梅利尼茨基州赫梅利尼茨基區萨塔尼夫市镇内的村落。面積0.04平方公里，海拔高度308米，2001年人口60，人口密度每平方公里1,666.7人。